# 海和俊宏
海和 俊宏（かいわ としひろ、1955年4月24日 - ）は、山形県最上町出身の元アルペンスキー選手。日本が生んだ初のワールドカップ・第1シード選手。現在はカイワスポーツクリエイティブ代表として、北志賀よませ温泉スキー場で、ホテルとスキースクールを経営し、レーシングキャンプから修学旅行の団体まで、幅広くスキー、スノーボードを教えている。よませは、海和の移住以降、レーシング系スキーヤーのメッカの一つとなっている。

## 経歴
1976年の第54回全日本スキー選手権大回転優勝。
1977年オーストリアのサン・アントンで開かれたFISワールドカップ・男子回転で1位とのタイム差が1秒16で7位に入り、第1シード入りを果たす。翌1978年西ドイツのオーバーシュタウフェンで開かれたFISワールドカップ・男子回転では5位につける。同年ドイツのガルミッシュ＝パルテンキルヒェンで開かれた1978年アルペンスキー世界選手権では7位。
当時共に戦った、FISワールドカップで歴代第1位の通算86勝を記録したことで有名なインゲマル・ステンマルクは、第1シードに入った海和を「技術的に世界で一番怖いのはカイワ」とインタビューで答えている程、技術的には世界トップクラスの選手だった。
しかし1978年夏のトレーニング中アキレス腱を切断するトラブルに見舞われ、翌シーズン競技に復帰するも最高位は10位と二度とワールドカップで一桁台の成績をあげることはできなかった。1984年サラエボオリンピックで回転12位、大回転26位の成績を残しこのシーズン限りで引退した。
1987年ホイチョイ・プロダクションズ製作の映画「私をスキーに連れてって」では、スキーヤー関係の窓口として参加し、三上博史や出演者たちのスタントの手配から、スキーに関する技術情報や小ネタ（たとえばスキーをストックを使わずに外すシーンがある）までを提供しているが、当時アマチュア規定にうるさかったSAJに所属していたため、クレジットはされていない。しかし、自身も画面でスタントとして滑っていると現在では認めている。また、1995年のフジテレビ系ドラマ「最高の片想い」にも最終回に特別出演している。